# 商业客机事故列表
以下是商業客機事故列表。

## 1910与20年代

### 1919年
- 7月21日 - 固特异飞艇“飞足航空快线”在运送乘客前往当地游乐园的途中起火，坠毁于伊利诺伊州芝加哥的伊利诺伊信托储蓄大楼，造成13人死亡，包括机上5人中的3人和地面上的10人，另有27名地面人员受伤。[1]
- 8月2日 - 一架卡普罗尼Ca.48飞机在从威尼斯飞往米兰塔列多的途中于意大利维罗纳坠毁，机上人员全部遇难。根据不同来源记载，死亡人数约为14-17人。[2]

### 1920年
- 12月14日 - 一架亨德里·佩奇O/400型飞机起飞后未能爬升至足够高度，于伦敦戈尔德斯格林撞树坠毁，造成机上8人中的4人死亡。[3]

### 1922年
- 3月31日 - 京汉航空的一架亨德里·佩奇O/7型飞机在北京南苑机场降落时撞树坠毁 ，机上14人全部遇难。这是中国首起致命航空事故。[4]
- 4月7日 - 由戴姆勒租机有限公司运营的德·哈维兰DH.18A（注册号G-EAWO）与由法国大航空速运公司（Compagnie des Grands Express Aériens ，CGEA）运营的法曼F.60巨人（注册号F-GEAD）在法国皮卡第地区的蒂耶洛伊-圣安托万公路上空相撞，导致两架飞机上的7人全部遇难。这是历史上首次发生双客机空中相撞事故。[5]

### 1923年
- 1月13日 - 一架由西印度群岛海上航空公司运营的Aeromarine 75型水上飞机在佛罗里达海峡北部接近古巴哈瓦那时尝试迫降失败后迅速下沉，导致9名机上人员中的4名遇难，这是美国航空史上首次发生客机事故。
- 5月14日 - 法国联合航空的一架法曼F.60“歌利亚”飞机因机翼结构失效在法国索姆省蒙叙尔附近坠毁，机上6人全部遇难。[6]
- 8月27日 - 法国联合航空的一架法曼F.60“歌利亚”飞机因发动机故障在英国肯特郡东莫林附近坠毁，因乘客误解指令而导致13名机上人员的其中一名遇难。[7]
- 9月14日 - 戴姆勒航空公司的一架德哈维兰DH.34型飞机在英国白金汉郡艾文霍尝试紧急降落时失速坠毁，机上5人全部遇难。[8]

### 1924年
- 12月24日 - 帝国航空的一架德哈维兰DH.34型飞机在英国萨里郡珀利附近因尝试紧急迫降过程中失速坠毁，此次紧急迫降是未知机械故障。机上八人全部遇难。[9]

### 1926年
- 8月18日 - 一架法国联合航空的布莱里奥155型飞机在英国肯特郡阿尔丁顿的学院农场试图紧急迫降失败后坠毁，事故原因是发动机故障。机上15人中有2人在冲击中当场死亡，飞行员因伤于次日不治身亡。[10]
- 10月2日 - 一架法国联合航空的布莱里奥155型飞机在英国肯特郡利镇坠毁，飞机在飞往彭斯赫斯特机场进行紧急迫降时于空中起火，机上7人全部遇难。这是航空史上首例空中起火的客机事故。[11]

### 1927年
- 8月22日 - 一架荷兰皇家航空的福克F.VIII型飞机在英国肯特郡塞文欧克斯附近因尾翼结构故障坠毁，机上11人中有1人遇难。[12]

### 1928年
- 7月13日 - 一架帝国航空的维克斯火神号飞机在英国克罗伊登机场试飞时，坠毁于距机场3英里（4.8公里）的萨里郡普利附近，导致4名乘客遇难。[13]

### 1929年
- 6月17日 - 一架帝国航空的亨德里·佩奇W.10因发动机故障在英吉利海峡迫降，13名机上人员中有7人遇难。[14]
- 9月6日 - 一架帝国航空的德·哈维兰·赫拉克勒斯在伊朗贾斯克机场降落时坠毁，机上5人中有3人遇难。[15]
- 11月6日 - 一架汉莎航空的容克斯G24在英格兰萨里郡戈德斯通的马登公园附近坠毁，8名机上人员中有7人遇难。[16]

## 1930年代

### 1930年
- 2月10日 - 一架法国联合航空的法曼F.63“歌利亚”飞机在紧急迫降至肯特郡马登的马登机场时，因右侧尾翼失灵而坠毁，机上6人中共有2人遇难。[17]
- 10月5日 - 在从英国前往英属印度的首航中，英国 R101 民用飞艇在暴雨中于夜间低空飞行时，在法国瓦兹省阿洛讷坠毁，机上 54 人中有 48 人丧生，这是史上最严重的民用飞艇事故。[18]

### 1931年
- 3月21日 - 一架澳大利亚国家航空的阿弗罗618十代“南云”飞机在从悉尼飞往墨尔本的恶劣天气中消失，机上8人全部遇难，该事故为澳大利亚第一起重大空难。直至1958年，雪山上的坠机地点才被发现。[19]
- 3月31日 - 一架跨大陆及西部航空的福克F.10三旋翼飞机在飞行途中机翼断裂，于堪萨斯州巴扎附近坠毁，机上8人全部遇难，其中包括圣母大学橄榄球教练克努特-罗克内（Knute Rockne）。[20]

### 1933年
- 3月28日 - 皇家航空的一架阿姆斯特朗-惠特沃斯-阿戈西二号（Armstrong Whitworth Argosy II ）飞机在空中起火，后于比利时迪克斯迈德附近坠毁。这是第一起疑似空中破坏事故，机上15人全部遇难。[21]
- 10月10日 - 联合航空的23号波音247班机在美国印第安纳州切斯特顿上空爆炸，这是第一起经证实的商业飞机空中破坏事故，机上7人全部遇难。[22]

- 12月30日 - 皇家航空的一架阿弗罗十代“阿波罗”飞机因撞上无线电杆在比利时坠毁，机上10人全部遇难。[23]

### 1938年
- 1月10日 - 美国西北航空2號班機在蒙大拿州墜毀，機上10人全部遇難。
- 8月24日 - 中國航空公司首次遭到了日本戰鬥機攻擊。「桂林號」飛機滿載14名旅客從香港飛往重慶，起飛不久遭到了5架日本戰鬥機攻擊，全員罹難。儘管美國國務院向日本提出抗議，此事最後不了了之。
- 12月8日 - 台北福岡航線班機道格拉斯DC-2型14人座的「富士號」早上6時30分由台北松山機場起飛、預計12時30分飛抵沖繩那霸、停留一夜，隔天再飛往目的地日本九州福岡。但於台北起飛後約08:50分於沖繩列島外海迫降海面，09:05分左右飛機沉沒。前日本海上保安廳長官島居辰次郎（時任日本遞信省官僚）亦從該次空難中獲救。[24][25][26]

## 1940年代

### 1945年
- 7月12日 - 一架从波士顿经停华盛顿特区和南卡罗来纳州哥伦比亚飞往迈阿密的美国东方航空的號班機在途中与一架美國陸军航空兵的B-25米切尔轰炸机在南卡罗来纳州锡拉丘兹（Syracuse，距离南卡罗来纳州弗洛伦斯约20英里)上空约3000英尺处发生碰撞。號班機驾驶员G.D.戴维斯（G.D.Davis）驾驶飞机在附近的玉米地着陆，乘客中有一名婴儿死亡。轰炸机发生爆炸，机上两人死亡，一人跳伞获救。

### 1946年
- 3月17日 - 戴笠及随员乘坐美制C一47型军用运输机从青岛飞往南京的途中，因气候恶劣，飞机撞在江宁县板桥镇的岱山（又称戴山）上，机毁人亡。
- 4月8日 - 王若飞、叶挺、秦邦宪、邓发等中国共产党代表，在参加重庆举行的政治协商会议后，与叶挺、邓发等一起乘坐美式运输飞机返回延安。因气候恶劣，飞机迷失方向，于下午2时左右在晋西北兴县东南80里的黑茶山遇雾撞山，机上17人全部遇难。
- 12月25日 - 黑色聖誕之夜空難：在中国上海的一场大雾中至少有三架飞机坠毁。[27]

### 1947年
- 1月26日 - 1947年凱斯楚普機場空難：荷蘭皇家航空一架編號為PH-TCR的道格拉斯DC-3在哥本哈根墜毀，機上包括瑞典王子古斯塔夫·阿道夫親王在內的22人悉數遇難。
- 8月2日 - 兰卡斯特王室Avro_Lancastrian的星塵號在智利坠毁。

### 1948年
- 7月16日 - 澳門小姐號，世界第一宗商業航機劫機案。

### 1949年
- 5月4日 - 苏佩尔加空难:意大利航空菲亚特G212CP客机载着都灵足球俱乐部球员撞向了苏佩加山附近，机上31人全部遇难。
- 9月9日 - 加拿大太平洋航空公司的DC-3在从魁北克飞往科莫湾的途中因飞机上的炸药爆炸而坠毁，机上23名乘客遇难。
- 10月27日 – 法國航空的洛克希德星座型飞机在亚述尔群岛坠毁，48人死亡，其中包括法國拳击明星马塞尔·塞尔当和相当有才华的年轻小提琴家吉娜特·內弗。
- 11月1日 - 美国东方航空537号班机空难，一架从马萨诸塞州波士顿飞往华盛顿特区的道格拉斯C-54B-10-DO飞机，在即将抵达罗纳德·里根华盛顿国家机场时与一架P-38战斗机发生相撞。两架飞机坠毁，道格拉斯机上所有的55名乘客遇难，而P-38飞机员埃里克·里奥斯·布里多斯（Eric Rios Birdaux）却幸存了下来。布里多斯是玻利维亚空军的一名飞行员。遇难者中包括国会议员乔治·J.贝茨（George J.Bates）和前国会议员迈克尔·J.·肯尼迪（Michael J.Kennedy）。

## 1950年代

### 1950年
- 6月24日 - 西北航空2501號班機
- 8月31日 - 環球航空903號班機

### 1951年
- 4月25日 - 古巴航空493號班機一架道格拉斯DC-4从佛罗里达州迈阿密飞往古巴首都哈瓦那，途中在Key West岛附近空域约1200米高处与美国海军的Beech SNB-1型飞机相撞，493次號班機上的39人和Beech SNB-1型飞机上的4人全部遇难。
- 6月22日 - 泛美航空151號班機，一架名为“Clipper Great Republic”的洛克希德星座型飞机从加纳首都阿克拉飞往利比里亚首都蒙罗维亚，在即将到达机场前约87公里处的Sanoyea上空320米撞山坠毁。31名乘客和9名机组人员无一幸存。
- 7月21日 - 一架加拿大国际航空公司的道格拉斯C-54A-10-DC型飞机在从不列颠哥伦比亚省温哥华飞往阿拉斯加州安克雷奇的途中突然消失。最后，机上37人被宣布全部遇难。
- 12月16日 - 一架迈阿密航空公司（Miami Airlines）的柯蒂斯C-46F-1-CU型飞机在从新泽西州飞往佛罗里达州坦帕的途中发生火灾，在返航途中坠毁于新泽西州伊麗莎白市附近，机上56人全部遇难。

### 1952年
- 5月26日：英国海外航空一架四引擎Handley Page Hermes IV G-ALDN型飞机，在由利比亚首都的黎波里飞往尼日利亚卡诺途中偏离航向约2100公里后迫降在撒哈拉沙漠中，机上有10名乘客和机组人员，事后除副机长因伤势过重身亡外，其余9人幸免于难。

### 1953年
- 5月2日 – 哈维兰彗星号从加尔各答起飞后不久坠毁。这是彗星号系列空难中的第一起。
- 9月1日 – 法國航空178號班機空難：法國航空公司洛克希德星座撞毁在法國阿尔卑斯山Mt. Cemet，机上42人全部遇难，其中包括法國著名的古典小提琴家雅克·蒂奥。

### 1954年
- 1月10日 - 英國海外航空781號班機空難：一架編號為G-ALYP的哈維蘭彗星型在地中海上空發生金屬疲勞解體，機上35人全部死亡。
- 3月13日 – 英国海外航空的洛克希德星座飞机“贝尔法斯特”从澳大利亚悉尼起飞抵达新加坡，在加冷机场着落时坠毁，32名乘客和1名机组人员死亡。
- 4月8日 - 南非航空201號班機空難：一架編號為G-ALYY的哈維蘭彗星型在地中海上空解體，機上21人全部遇難。
- 7月23日 - 國泰空中霸王遭擊落事故：國泰航空的一架道格拉斯DC-4（編號VR-HEU）在海南島以東的海上因被誤認為國民黨轟炸機而被中國人民解放軍空軍的兩架La-11战斗机擊落，造成10死8傷。
- 9月5日 – 荷兰航空633號班機的洛克希德超级星座飞机"Triton"，在从香农机场起飞后不久就坠入沟渠。

### 1955年
- 4月11日 - 克什米尔公主号事件（一名被中華民國收买的机场清洁工将炸药安上这架中华人民共和国政府代表团乘坐的飞机，飞机在接近印尼海岸时爆炸）
- 10月6日 - 聯合航空409號班機空難
- 11月1日 - 聯合航空629號班機空難（嫌犯杰克·吉尔伯特·格雷厄姆為報復母親將自己送到孤兒院而將炸彈裝入母親手提箱中）

### 1956年
- 6月30日 - 1956年大峽谷空中相撞事件：联合航空718號班機从洛杉矶飞往芝加哥的途中与環球航空洛克希德星座在大峡谷上空发生相撞。DC-7上的58名乘客与机组人员和星座上的70名乘客和机组人员全部遇难。两架飞机驾驶员都要求进入未标定的空间进行飞行以给乘客们更好的视觉。两名飞行员都未看见对方，因此发生相撞。
- 10月16日-泛美航空6號班機

### 1957年
- 2月1日 - 美国东北航空823號班機在起飞过程中因为暴风雪而坠毁。

### 1958年
- 2月6日 - 英国欧洲航空609號班機（慕尼黑空难）
- 8月5日 - 中国民航632号班机（中华人民共和国成立后中国民航发生的首起空难）
- 8月12日 - 全日空25号班机空难（第一次）：全日本空輸一架編號為JA5045的DC-3在伊豆半島墜毀，33人遇難。
- 8月20日 - 中国民航502号班机

### 1959年
- 1月11日 - 漢莎航空502號班機：一架洛克希德L-1049在里約熱內盧墜毀，36人死亡，3人受傷。
- 2月3日 - 美國航空320號班機空難因为飞行员的失误坠毁在纽约東河。這天號稱"音樂死亡日"，知名歌手Buddy Holly，Ritchie Valens及The Big Bopper皆在同一班機喪生。

## 1960年代

### 1960年
- 1月6日 - 美國航空2511號班機空難：一架美國航空DC-6B在从纽约飞往迈阿密的途中，因机上发生爆炸而坠毁在北卡罗来纳州波利维亚。炸弹是一名纽约律师朱利安·A·弗兰克事先安放在飞机上的。34人死亡，无人生还。
- 3月16日 - 全日空25号班机空难（第二次）：編號為JA5018的DC-3在名古屋飛行場與日本航空自衛隊的一架F-86D戰機相撞，導致3人死亡，8人受傷。
- 3月17日 - 西北航空710號班機空難：一架洛克希德飛機因螺旋桨打断机翼而坠毁在印地安那州南部的特尔城，包括机组人员在内的63人全部遇难。这场不寻常的地方在于63名遇难者都死在一个30英尺深的坑中，那里也成了他们最后安息的地方。一座纪念碑树立在墓穴之上，上面刻有遇难者的名字和惨案发生的时间。
- 12月16日 - 1960年纽约空难：一架联合航空826號班機的DC-8飞机与一架環球航空266號班機的洛克希德超级星座飞机在纽约州斯塔腾岛上空发生相撞。两架客机上全部的134名乘客和地面上6人遇难。

### 1961年
- 2月15日 - 比利时航空548號班機在比利时布鲁塞尔发生事故，机上的美国花样滑冰队全部遇难。
- 9月26日 - 中国民航18188号运-5班机撞山坠毁，机上15人全部遇难。[28]

### 1962年
- 3月1日 - 一架美國航空1號班機的波音707飞机坠毁在纽约皇后区杰梅卡海湾，95人死亡。
- 3月4日 - 一架英国航空的飞机坠毁在非洲杜阿拉的丛林沼泽中，111人死亡。
- 3月16日 - 飞虎队739號班機：美军運輸機在西太平洋上空消失，机上满载着96名去南越的美军士兵。
- 5月22日 - 美國大陸航空11號班機空難。
- 6月3日 - 法國航空007號班機空難：法國航空班機在奥利机场发生事故。
- 11月30日 - 東方航空512號班機因飞行员失误而降落失败。

### 1963年
- 7月13日 - 蘇聯民航12號班機因靜電管線進水導致空速表讀數錯誤，墜毀於伊爾庫茨克，導致33人遇難。
- 8月21日 - 蘇聯民航的一架圖-124（編號СССР-45021）因燃料耗盡在涅瓦河迫降，無人死亡。
- 9月4日 - 瑞士航空306號班機為一架卡拉維爾客機，因液壓系統失效而墜毀於蘇黎世，機上80人全部死亡。
- 11月29日 - 環加拿大航空831號班機空難：一架道格拉斯DC-8在魁北克省墜毀，機上118人全部遇難。
- 12月8日 - 泛美航空214號班機被闪电击中而坠毁。

### 1964年
- 6月20日 - 民航公司106號班機空難：一架C-46在台中神岡鄉遭劫機未遂而墜毀，機上包括新加坡電影製片人陆运涛在內的57人全數遇難。
- 9月2日 - 蘇聯民航721號班機空難：一架伊爾-18在南薩哈林斯克墜毀，機上87人遇難。
- 11月23日 - 環球航空800號班機空難 (1964年)：一架波音707-331在羅馬墜毀，50死23傷。

### 1965年
- 2月8日 - 東方航空663號班機在躲避作戰演習时发生坠毁。
- 5月20日 - 巴基斯坦國際航空705號班機為一架波音720，在開羅機場墜毀，導致121人死亡。
- 9月17日 - 泛美航空292號班機在昌色斯峰墜毀，機上30人全部遇難。

### 1966年
- 1月24日 - 印度航空101號班機空難：一架波音707-437在勃朗峰撞山墜毀，機上117人全部遇難。
- 2月4日 - 全日空60號班機空難：一架波音727-81在東京國際機場降落時墜海，機上133人無一生還。
- 3月4日 - 加拿大太平洋航空402号班机空难：一架道格拉斯DC-8-43在东京国际机场坠毁，导致64人遇难，8人受伤。
- 3月5日 - 英國海外航空911號班機空難：一架波音707-436在富士山墜毀，機上124人全部遇難。
- 9月1日 - 大不列顛航空105號班機空難：一架布里斯托爾175型在盧布爾雅那墜毀，機上98人遇難，19人倖存。

### 1967年
- 6月30日 - 泰國國際航空601號班機空難：編號為HS-TGI的卡拉維爾客機在啟德機場降落時墜毀，造成24死56傷。
- 10月12日 - 塞浦路斯航空284號班機空難：一架編號為G-ARCO的哈維蘭彗星型在地中海上空被一枚炸彈炸毀，機上66人全部遇難。
- 11月5日 - 國泰航空33號班機為一架康維爾880，在啟德機場起飛時墜海，導致1死40傷。
- 11月16日 - 蘇聯民航2230號班機墜毀於斯維爾德洛夫斯克，機上107人全部遇難。
- 11月20日 - 環球航空128號班機空難

### 1968年
- 2月16日 - 民航公司10號班機空難
- 3月24日 - 爱尔兰航空712號班機在爱尔兰海岸坠毁。飞机失事原因至今尚无定论，但据说与一枚偏离轨道的英国导弹有关。
- 4月20日 - 南非航空228號班機在溫得和克墜毀，123人遇難。
- 9月11日 - 法國航空1611號班機在地中海上空遭遇導彈襲擊，95人死亡。
- 11月22日 - 日本航空2号班机误降旧金山湾，无人伤亡。
- 12月5日 - 中国民航640号班机在降落北京首都国际机场时因发动机故障而坠毁于机场南端1209米一处玉米池中，包括郭永怀在内的机上人员全部遇难。[29]:288[30][31][32]

### 1969年
- 1月2日 - 中華航空227班機空難原訂由花蓮機場經臺東豐年機場飛往高雄國際機場，途中因機長未依航路飛行，撞毀於大武山上，機上24人全數罹難，這是華航第一次失事。
- 1月13日 - 北歐航空933號班機因機組人員忙於排查起落架故障而墜海，導致15死17傷。
- 2月24日 - 遠東航空104號班機在台南縣墜毀，機上36人全部遇難。
- 3月16日 - 委內瑞拉國際航空742號班機空難：一架道格拉斯DC-9在馬拉開波墜毀，機上84人和地面71人死亡。

## 1970年代

### 1970年
- 2月15日 - 多明尼加国家国际航空公司DC-9空难
- 2月21日 - 瑞士航空330號班機（英语：Swissair Flight 330）
- 3月31日 - 日本航空351號班機
- 7月3日 - Dan-Air的慧星飞机在着陆過程中坠毁在西班牙巴塞罗那附近的大海中，112人遇难。
- 7月5日 - 加拿大航空621號班機DC-8在多伦多国际机场降落失败后发生爆炸，109人遇难。
- 8月12日 - 中華航空206號班機空難：一架YS-11在台北松山機場西側墜毀，14死17傷。
- 9月6日 - 道森机场劫机事件
- 11月14日 - 美国南方航空932號班機（英语：Southern Airways Flight 932）在西弗吉尼亚州亨廷顿Tri-State/Milton机场着落时坠毁，机上75人全部遇难，其中包括马歇尔大学足球队全部教练组成员和37名队员，此空難後來被拍成電影〈希望不滅〉。

### 1971年
- 6月6日 - 休斯西部航空706號班機空難（Hughs Airwest 706 ）
- 7月3日 - 東亞國內航空63號班機空難：一架YS-11在函館墜毀，機上68人全部遇難。
- 7月30日 - 全日空58號班機（波音727）與日本航空自衛隊一架F-86軍刀戰鬥機相撞，造成全日空波音727上162人全部遇难。
- 7月30日 - 泛美航空845号班机事故：一架波音747在旧金山国际机场起飞时撞上进近灯杆，随后返航，导致29人受伤。
- 11月20日 - 中華航空825號班機空難：一架卡拉維爾客機在澎湖上空爆炸，機上25人全部遇難。
- 11月24日 - 一名自称为D·B·库珀的男子在俄勒冈州波特兰郊外劫持了西北航空305號班機。在获得了作为交换的20万美元和四个降落伞之后，他释放了所有的乘客。飞机起飞后他通过降落伞离开，从此杳无音信。
- 12月24日 - 秘魯國家航空508號班機空難：一架洛克希德電星OB-R-941飞机在从秘鲁利马飞往普卡尔帕的途中被闪电击中，在空中发生解体，坠毁在亚马逊河的热带雨林。91人遇难，唯一的幸存者---一名17岁的小女孩朱利安娜·克普克，在从2英里高空坠落和在穿越了丛林10天以后被伐木工人发现。她的母亲，著名的鸟类学家玛丽亚·克普克遇难。记者维尔纳·赫尔佐克在同一號班機中失踪。

### 1972年
- 1月26日 - 南斯拉夫航空公司367號班機
- 6月12日 - 美國航空96號班機事故（溫莎事件）
- 6月15日 - 國泰航空700Z號班機
- 6月18日 - 英国欧洲航空548號班機空難
- 6月24日 - 波多黎各国际航空191號班機（英语：Prinair Flight 191）
- 10月13日 - 乌拉圭航空571號班機（安第斯山空难），参见《活着：安第斯山的奇蹟》
- 10月13日 - 蘇聯民航217號班機空難
- 11月28日 - 日本航空446號班機空難：一架DC-8在莫斯科謝列梅捷沃機場起飛時墜毀，導致62死14傷。
- 12月29日 - 東方航空401號班機

### 1973年
- 1月14日 - 中国民航644号班机
- 2月21日 - 利比亞阿拉伯航空114號班機空難
- 7月31日 - 達美航空723號班機空難
- 12月17日 - 泛美航空110號班機

### 1974年
- 3月3日 - 土耳其航空981號班機（Ermenonville空难）
- 4月22日 - 泛美航空812號班機在巴厘島墜毀。
- 9月8日 - 環球航空841號班機
- 9月15日 - 南越航空706號班機被劫持后坠毁。
- 11月20日 - 德国汉莎航空540號班機从跑道起飞后不久就因着火而坠毁。这是波音747飞机的首次坠毁。

### 1975年
- 6月24日 - 東方航空66號班機撞上了着陆灯。
- 7月31日 - 遠東航空134號班機空難
- 9月30日 - 匈牙利航空240號班機（法语：Vol Malév 240）

### 1976年
- 1月21日 - 中国民航492号班机在降落长沙机场时坠毁，机上40人全数遇难。[33]
- 4月27日 - 一架美國航空625號班機的波音727在靠近维京岛的圣托马斯时坠毁。
- 10月6日 - 古巴航空455號班機发生爆炸，路易斯·波萨达·卡里莱斯有重大嫌疑。

### 1977年
- 3月27日 - 荷兰航空4805號班機和泛美航空1736號班機相撞，世稱特內里費空難，共造成583人罹難，此為911事件之外飛航史上死亡人數最多的空難。
- 4月4日 - 南方航空242號班機
- 9月28日 - 日本航空472號班機
- 10月13日 - 德國漢莎航空181號班機被巴勒斯坦人民解放阵线的四名巴勒斯坦人劫持。
- 12月4日 - 马来西亚航空653號班機遭日本赤軍劫持并墜毀。
- 12月13日 - 一架DC-3飞机在从印地安那州埃文斯维尔飞往纳什维尔国际机场（BNA）的起飞过程中坠毁，机上29人全部遇难，包括埃文斯维尔大学篮球队全部成员。

### 1978年
- 1月1日 - 印度航空855號班機空難
- 4月20日 - 大韩航空902號班機
- 6月26日 - 加拿大航空189號班機
- 9月25日 - 太平洋西南航空182號班機
- 12月28日 - 联合航空173號班機事故

### 1979年
- 3月14日 -中国民航274号班机
- 4月4日-環球航空841號班機
- 5月25日 - 美國航空191號班機
- 8月11日 - 第聶伯羅捷爾任斯克撞機事件
- 11月28日 - 新西蘭航空901號班機

## 1980年代

### 1980年
- 3月13日 - LOT波兰航空007號班機
- 6月27日 - 意大利國內航空870號班機空難
- 8月19日 - 沙烏地阿拉伯航空163號班機空難
- 11月19日 - 大韩航空015号班机空难

### 1981年
- 8月22日 - 遠東航空103號班機空難
- 12月1日 - 伊內克斯-亞得里亞航空1308號班機空難

### 1982年
- 1月13日 - 佛羅里達航空90號班機坠毁在冰冷的波托马克河。
- 1月23日 - 环球航空30號班機在波士顿降落时滑出跑道，2人死亡。
- 4月26日 - 中国民航3303航班从广州飞往桂林时在广西阳朔撞山。
- 6月8日 - 聖保羅航空168號班機在福塔雷萨因机师迷向坠毁，机上137人全部遇难。
- 6月23日 - 英国航空009號班機冲进了火山灰形成的乌云中，所有的发动机失灵。但随后发动机被重新启动并安全降落。
- 7月9日 - 泛美航空759號班機在起飞后不久坠毁在路易斯安那州肯纳。
- 8月11日 - 泛美航空830号班机在太平洋上空遭遇炸弹爆炸，一名日本乘客被炸身亡。
- 9月17日- 日本航空JL792号班机执飞上海虹桥机场至东京成田机场时，液压系统故障，返回虹桥机场降落时制动失灵，冲出跑道，27人受伤。
- 12月24日 - 中国民航2311号班机在广州白云机场降落时被烟头引燃，25人在撤离时遇难。

### 1983年
- 6月2日 - 加拿大航空797號班機
- 7月16日 - 锡利群岛的西科斯基S-61空难
- 7月23日 - 加拿大航空143號班機（Gilmi Glider）
- 9月1日 - 大韓航空007號班機
- 9月14日 - 中国民航编号为B-264的班机在桂林与一架轰炸机相撞，客机上11名乘客死亡，20名乘客和2名机组成员受伤。
- 9月23日 - 海湾航空771號班機
- 11月27日 - 哥倫比亞航空11號班機空難

### 1984年
- 3月22日 - 西太平洋航空501號班機事故
- 10月11日 - 蘇聯民航3352號班機空難

### 1985年
- 1月18日 - 中国民航5109号班机
- 2月19日 - 中华航空006號班機
- 6月14日 - 環球航空847號班機
- 6月23日 - 印度航空182號班機
- 8月2日 - 達美航空191號班機
- 8月12日 - 日本航空123號班機造成520人罹難，是世界上涉及單一飛機的空難中死傷人數最多者。
- 8月22日 - 曼彻斯特空难
- 8月25日 - 巴港航空1808號班機
- 9月6日 - 中西部特快航空105號班機
- 11月23日 - 埃及航空648號班機
- 12月12日 - 飛箭航空1285號班機

### 1986年
- 2月16日 - 中华航空2265号班机空难
- 8月31日 - 墨西哥國際航空498號班機空難
- 9月5日 - 泛美航空73號班機劫機事件
- 10月26日 - 泰国国际航空620号班机爆炸事件
- 12月15日 - 中国民航2409号班机遇到高空结冰天气导致2号发动机停止工作，返航时坠毁，6名乘客遇难。
- 12月25日 - 伊拉克航空163号班机空难

### 1987年
- 3月10日 - 泛美航空125號班機-货机门事件
- 8月16日 - 西北航空255号班机空难从底特律机场起飞后不久坠毁，154人遇难，一人生还。
- 5月9日 - LOT波兰航空5055号班机空难
- 11月15日 -美國大陸航空1713號班機
- 11月28日 - 南非航空295號班機空難
- 11月29日 - 大韓航空858號班機
- 12月7日 - 太平洋西南航空1771號班機

### 1988年
- 1月18日 - 中国西南航空4146号班机从北京飞往重庆在巴县上空4号发动机燃烧后坠落导致飞机撞山。
- 3月17日 - 哥伦比亚航空410號班機
- 4月28日 - 阿罗哈航空243號班機在飞行途中因爆炸而发生减压，最后安全着陆，1人遇难，65人受伤。
- 6月26日 - 法國航空296號班機在一次飛行表演（機上仍有乘客，於表演結束後立刻作為包機航班開始執勤）中表演低飛，機長為了表現而忽略了副駕駛的警告，低速再加上迅速拉高機首導致飛機失速，最後墜毀於表演場地盡頭的草叢。造成機組乘客共136人中3人死亡，98名輕重傷。
- 7月3日 - 伊朗航空655號班機起飛後不久被美国巡洋舰文森斯号（CG-49）發射導彈击落，290人遇难。
- 8月31日 - 達美航空1141號班機在起飞后不久坠毁，14人遇难。
- 12月21日 - 泛美航空103號班機（洛克比空难）在飞行途中恐怖主义份子的炸弹发生爆炸，270人遇难。

### 1989年
- 1月8日 - 英倫航空92號班機（凯格沃思空难）
- 2月19日 - 飛虎航空66號班機
- 2月24日 - 联合航空811號班機
- 3月10日 - 加拿大安大略航空1363號班機
- 6月7日 - 苏里南航空764號班機空難
- 6月17日 - 东德航空102号班机空难
- 7月19日 - 联合航空232號班機
- 8月15日 - 中國東方航空5510號班機空難
- 9月3日 -   巴西航空254號班機空難。巴西航空（里約格朗德航空，葡萄牙語：Viação Aérea Rio-Grandense S/A，簡稱VARIG）（Varig Flight 254）254號班機（波音737）在亞馬遜叢林迫降，造成13人死亡。
- 9月19日 - 法國联合航空772號班機空難
- 10月26日 - 中华航空204号班机空难
- 11月27日 - 哥伦比亚航空203號班機空難
- 12月15日 - 荷兰皇家航空867号班机事故
- 12月16日 - 中国国际航空981号班机劫机事件

## 1990年代

### 1990年
- 1月25日 - 哥伦比亚航空052號班機由於燃油耗盡、溝通不良，墜毀於紐約。
- 2月14日 - 印度人航空605号班机一架空中客车320客机在降落班加罗尔国际机场的过程中坠毁，机上共92人遇难。
- 6月10日 - 英国航空5390號班機的前挡风玻璃在机舱压力下碎裂，機長被氣流扯出機外，因腳部被纏住而全身附在機身上。其後憑副機長努力下成功迫降，機長奇蹟生還。[34]
- 10月2日 - 中國厦门航空8301号班机被劫持后在中國廣州降落時，與一架中國南方航空公司的波音757客機以及一架中國西南航空公司的波音707飛機相撞，共導致128人死亡。
- 11月14日 - 意大利航空404号班机空难一架DC-9客机在降落苏黎世机场的过程中坠毁，机上46人遇难。

### 1991年
- 2月1日 - 全美航空1493號班機空难
- 3月3日 - 联合航空585號班機
- 3月26日 - 新加坡航空117號班機被劫持
- 5月26日 - 奥地利劳达航空4號班機
- 7月11日 - 奈及利亞航空2120號班機空難
- 12月27日 - 北欧联合航空751號班機
- 12月29日 - 中華航空358號班機

### 1992年
- 1月20日 - 因特航空148號班機機師操作失誤，墜毀於斯特拉斯堡。
- 3月22日 - 全美航空405號班機起飞后不久坠毁。
- 6月6日 - 巴拿马航空201号班机空难
- 7月31日 - 中國通用航空7552號班機
- 7月31日 - 泰國國際航空311號班機空難
- 9月28日 - 巴基斯坦國際航空268號班機空難
- 10月4日 - 以色列航空1862號班機空難：以色列航空公司1862號班機坠毁在阿姆斯特丹的两幢大楼上。
- 11月24日 - 中国南方航空3943号班机空难：于1992年11月24日在中华人民共和国广西壮族自治区桂林市发生，班机于事发当日从广州白云国际机场飞往桂林奇峰岭机场，在向桂林奇峰岭机场进场的过程中，撞毁在距离机场约32公里处的阳朔县杨堤乡土岭村后山（天马山）上，客机解体，随后因过大压力导致近90%的客机残骸深埋地下，机上133名乘客和8名机组人员全部罹难。
- 12月21日 - 荷兰马丁航空公司495號班機坠毁在葡萄牙法鲁，54人遇难，106人受伤。

### 1993年
- 7月23日 - 中国西北航空2119号班机在银川起飞时冲出跑道坠毁。
- 9月21日 - 格鲁吉亚航空公司空难（9月21日）
- 9月22日 - 格鲁吉亚航空公司空难（9月22日）
- 10月26日 - 中國東方航空5398號班機
- 11月13日 - 中國北方航空6901號班機
- 11月4日 - 中華航空605號班機事故一架由中華民國中正機場飛往英屬香港啟德機場的波音747，在降落時滑出跑道，無人傷亡。

### 1994年
- 3月23日 - 俄羅斯航空593號班機可控飛行撞地，機師錯誤（讓15歲少年操縱飛機），墜毀於梅日杜列琴斯克。
- 4月4日 - 荷蘭皇家城市短途航空433號班機空難
- 4月7日 - 聯邦快遞705號班機劫機事件
- 4月26日 - 中華航空140號班機由台灣桃園國際機場（當時稱為中正國際機場）飛往名古屋機場的班機，因飛機自動駕駛設計不良加上駕駛員操作失當，導致在名古屋機場降落時不幸墜毀，搭載271名乘客及機組員（包含正副駕駛及飛航工程師），其中造成264人死亡，僅有7人生還。此次事故又被稱作華航名古屋空難，是台灣航空史上傷亡最嚴重的空難。
- 6月6日 - 中国西北航空2303号班机在西安起飞后不久坠毁。
- 7月2日 - 美國航空1016號班機
- 7月19日 - 巴拿马阿拉奇航空公司炸弹事件
- 9月8日 - 全美航空427號班機
- 9月22日 - 大韩航空916F號班機
- 10月31日 - 美鹰航空4184號班機
- 12月11日 - 菲律賓航空434號班機在飛往東京途中，一枚由恐怖份子拉姆齐·尤塞夫（英语：Ramzi Yousef）（1993年世界貿易中心爆炸事件主嫌）放置的定時炸彈爆炸，機上1名日本籍旅客罹難，10人受傷，班機改降那霸機場。
- 12月24日 - 法國航空8969號班機劫機事件

### 1995年
- 1月30日 - 复兴航空510A号班机(ATR72型B22717)澎湖馬公空機飛渡台北松山機場,墜毀於桃園龜山兔子坑,四名機組人員罹難.
- 3月31日 - 羅馬尼亞航空371號班機在布加勒斯特奥托佩尼國際機場起飛後墜毀，60人遇难。
- 6月21日 - 全日空857號班機劫機事件
- 7月11日 - 一架古巴航空公司的安-24飞机坠毁在古巴东南方向的加勒比海中，44人遇难。
- 8月21日 - 美国大西洋东南航空公司529號班機坠毁在佐治亚州卡罗尔顿的一片农田裡。
- 12月18日 - 刚果运输服务空运洛克希德L-188C空难（英语：1995 Trans Service Airlift Electra crash）
- 12月20日 - 美國航空965號班機

### 1996年
- 2月6日 - 伯根航空301號班機
- 2月29日 - 秘鲁福塞特航空251號班機（英语：Faucett Perú Flight 251）
- 5月11日 - 美国瓦盧杰航空592號班機
- 7月17日 - 環球航空800號班機
- 8月29日 - 伏努沃克航空公司5862號班機坠毁在斯瓦尔巴群岛，141人遇难。
- 10月2日 - 秘魯航空603號班機空難
- 11月12日 - 沙地阿拉伯航空763號班機（波音747-100B）和哈薩克斯坦航空1907號班機（伊留申Il-76TD）在印度首都新德里附近的哈里亞納邦查基達里上空相撞，349人罹難。
- 11月23日 - 埃塞俄比亚航空961號班機

### 1997年
- 5月8日 - 中國南方航空3456號班機在降落深圳黃田（即現在的寶安機場）時惡劣天氣和操作失誤墜毀，機上74人中35人遇難。
- 8月6日 - 大韓航空801號班機空難
- 8月10日 - 國華航空7601號班機在馬祖北竿壁山墜毀，14名乘客和2名駕駛全部罹難。
- 9月26日 - 加魯達航空152號班機空難
- 11月5日- 維珍航空24號班機因右主起落架故障而在倫敦希斯羅機場進行迫降
- 12月19日 - 勝安航空185號班機
- 12月26日 - 達美航空263號班機
- 12月28日 - 聯合航空826號班機事故

### 1998年
- 2月16日 - 中華航空676號班機因降落不當，而墜毀在桃園機場附近，導致包括機組人員及地面人員202人全數罹難，之後史稱大園空難。
- 3月22日 - 菲律宾航空137號班機（英语：Philippine Airlines Flight 137）
- 8月5日 - 大韩航空8702號班機从日本东京飞往韩国首尔，由于天气原因飞机被迫在济州岛降落。后重新起飞前往首尔，降落时飞机在跑道上连续颠簸，并冲出跑道约100米，25名乘客受傷。
- 9月2日 - 瑞士航空111號班機空難
- 9月10日 - 中国东方航空586号班机，机型麦道MD-11，原订由上海飞往北京后再飞往洛杉矶，在上海至北京起飞后，因前起落架发生故障，于当晚23点07分紧急迫降在上海虹桥国际机场主跑道上，因为营救及时，当时飞机上的120名乘客和17名机组人员全部安全撤离，成为中国首宗民航飞机迫降事件。

### 1999年
- 2月24日 - 中國西南航空4509號班機空難，俄羅斯（原蘇聯）圖154型客機，從成都飛往溫州的SZ4509航班，在距溫州永強機場20公里處墜毀，機上61人（11名機組成員和50名乘客）全部遇難。
- 6月1日 - 美國航空1420號班機
- 6月8日 - 麗江空運2375號班機由麗江機場起飛。在降落昆明舊機場時，兩個引擎突然熄火，迫降于機場附近，4名機師及2名機組人員全數生還。
- 7月24日 - 全日空61號班機
- 8月22日 - 中華航空642號班機
- 9月23日 - 澳洲航空1號班機事故
- 10月31日 - 埃及航空990號班機在麻塞諸塞州外海失事，217人罹難。
- 12月24日 - 12月31日 - 印度航空公司814號班機

## 2000年代

### 2000年
- 1月10日 - 十字航空498號班機空難，十字航空（Crossair）CRX498號班機從蘇黎世機場起飛後約兩分鐘便墜毀在瑞士城鎮下哈斯利，機上7名乘客和3名機組人員，一共10人，在空難中全部罹難。
- 1月30日 - 肯雅航空431號班機空難，肯雅航空431號班機空中客车A310从科特迪瓦首都阿比让起飞后不久坠海
- 1月31日 - 美國阿拉斯加航空261號班機，88人遇难。
- 2月16日 - 埃默里世界航空17號班機,3人遇難
- 3月5日 - 美国西南航空1455號班機的波音737-300在伯班克机场冲出跑道，43人受伤，其中2人伤势严重，没有人死亡。
- 6月22日- 武漢航空343號班機空難
- 7月12日- 赫伯羅特航空3378號班機事故
- 7月17日 - 印度航空的子公司Alliance Air7412號班機在抵达机场时撞向比哈尔邦巴特那的政府大楼，60人遇难，其中包括地面上的5人。事故是因为飞行员的失误而造成飞机失控。
- 7月25日 - 法國航空4590號班機空難在起飛後不久墜毀於巴黎市郊的戈內斯，空難造成機上100名乘客和9名機組人員全部罹難，並造成地面的4人死亡及1人受傷。
- 8月23日 - 海灣航空72號班機空難
- 10月31日 - 新加坡航空006號班機在象神颱風的暴雨下於台北中正國際機場（現稱為桃園國際機場）起飛，由於機組人員操作錯誤導致航機進入錯誤的跑道，起飛時撞到障礙物墜毀。機上83人罹難。

### 2001年
- 1月31日 - 2001年日本航空航機空中接近事件：兩架均隸屬於日本航空的航機在靜岡縣燒津市駿河灣上空出現空中接近（Near miss）的危險情況。最終兩航機避免了相撞，但造成其中一班航機上100人受傷。
- 7月4日 - 海參崴航空352號班機
- 8月24日 - 加拿大越洋航空236號班機在大西洋上空时油料耗尽，紧急着陆在亚述尔群岛上。
- 9月11日 - 九一一事件
  - 美國航空11號班機（世界贸易中心北楼)
  - 聯合航空175號班機（世界贸易中心南楼)
  - 美國航空77號班機（五角大楼)
  - 聯合航空93號班機（賓夕凡尼亞州萨默特郡)，同日，大韩航空85號班機在飞首尔－安克雷奇－纽约一航线时，被美国和加拿大空军战斗机误认为是被恐怖分子劫持。飞机被拦截降落至加拿大怀特豪斯机场。事后调查显示，韩国飞行员误将飞机上的雷达射频代码调成了7500劫机代码。
- 10月4日 - 俄罗斯西伯利亚航空1812號班機在飞越黑海时被乌克兰导弹击落。
- 10月8日 - 北歐航空686號班機（利纳特机场空难）
- 11月12日 - 美國航空587號班機由於機師犯錯導致機內結構損壞，墜毀於皇后區
- 11月24日 - 十字航空3597號班機空難在準備降落時失事墜機。機上載有28名乘客和5名機組人員，最終24人遇難，9人受傷。
- 12月22日 - 美國航空63號班機 - The "shoe-bomber" flight.

### 2002年
- 1月9日 - 一架大韩航空公司MD11货机1月9日在澳大利亚的悉尼机场卸货时倾倒，机尾着地。这架MD-11型飞机降落后，刚刚停在货运航站楼门口就发生了上述事件。机场的正常运营未受影响，机上的10名机组成员被一架机动升降机接下飞机，无人受伤。
- 1月14日 - 印度尼西亚 雄獅航空386號班機
- 1月16日 - 印度尼西亚 嘉魯達印尼航空421號班機空難
- 1月28日 - 厄瓜多尔航空120号班机在厄瓜多尔与哥伦比亚边境坠毁，94人遇难。
- 2月27日- 爱尔兰瑞安航空296號班機
- 4月15日 - 中国国际航空129號班機在韓國釜山嘗試著陸時撞向附近山頭，155名乘客和11名機組人員遇難，38人獲救。
- 5月4日 - 行政航空4226號班機空難
- 5月7日 - 中国北方航空6136號班機由於乘客座位失火引燃油箱，在中國大連附近墜毀，機上103名乘客和19名機組人員全部遇難。
- 5月25日 - 中華航空611號班機由桃園國際機場，當時稱中正國際機場，飛往香港國際機場的班機，因金屬疲勞而導致飛機解體，使搭載206名乘客及19名機組員的班機，半途中於澎湖縣馬公市東北方23海浬的34,900呎（約1萬0640公尺）高空處解體墜毀，造成機上人員全數罹難。
- 7月1日 - 巴什克利安航空2937號班機及DHL快遞公司611號班機,在德國南部波登湖畔毗鄰瑞士的小鎮烏伯林根附近的半空中相撞。共有包括雙方機組在內的71人遇難（烏伯林根空難）
- 10月25日 - 美国国会议员Paul Wellstone及其余7人在搭乘Beechcraft King Air A100时坠毁在明尼苏达州埃弗莱斯附近。
- 11月6日 - 卢森堡航空9642號班機
- 12月21日 - 復興航空791號班機空難

### 2003年
- 1月8日 - 美國航空5481號班機
- 3月6日 - 阿尔及利亚航空6289號班機
- 4月1日 - 一架古巴航空的安-24被一名持手榴弹的男子劫持飞往佛罗里达州基韦斯特。
- 11月22日 - DHL貨機巴格達遇襲事件
- 12月25日 - 幾內亞联合航空141號班機

### 2004年
- 1月3日 - 閃光航空604號班機坠毁在红海，135名乘客和13名机组人员全部遇难。
- 5月9日 - 美鹰航空1450號班機在波多黎各圣胡安的路易斯·穆尼奥斯·马林国际机场降落时被大风严重损坏，13名未成年人受伤，无人遇难。
- 8月24日 - 俄罗斯西伯利亚航空1047號班機，因恐怖爆炸袭击导致机上38名乘客和8名机组人员全部遇难。（2004年俄罗斯飞机爆炸事件）
- 8月24日 - 俄罗斯伏尔加-艾维雅快运航空1303号班机，因恐怖爆炸袭击导致机上34名乘客和9名机组人员全部遇难。（2004年俄罗斯飞机爆炸事件）
- 11月21日 - 中國東方航空5210號班機在起飞后不久坠毁，53名乘客和2名地面人员遇难。
- 11月22日 - 一架灣流G－1159A型飛機在從達拉斯飛往休斯敦的途中，在位於休斯敦機場以南約2.5公里的地方失事墜毀，3名機組成員全部遇難。
- 11月30日 - 印度尼西亚雄狮航空538號班機在印度尼西亚中爪哇省苏拉卡尔塔降落时坠毁，26名乘客遇难。

### 2005年
- 2月3日 - 阿富汗卡姆航空904號班機空難在一场暴风雪中坠毁在阿富汗，机上96名乘客和8名机组人员全部遇难。
- 3月26日 - 一架哥伦比亚西加勒比海航空L-410坠毁在山上，12名乘客中的6名和2名机组人员遇难。
- 4月20日 - 一架伊朗萨哈航空的波音707在降落时冲出跑道坠入河中，157名乘客中有3人在撤退时溺水身亡。
- 5月25日 - 一架被租用的安-28起飞后30分钟坠毁在刚果的山中，机上22名乘客和5名机组人员全部遇难。
- 6月2日 - 一架租用的安-24起飞后不久发动机着火，在苏丹喀土穆降落时冲出跑道，36名乘客中有3人死亡。
- 8月2日 - 法國航空358號班機在多伦多降落时冲出跑道并着火，机上309名乘客成功逃离，没有伤亡。
- 8月6日 - 一架突尼斯國際航空1153號班機的ATR-72在从意大利飞往突尼斯的途中坠入地中海，机上39人中的16人遇难。
- 8月14日 - 一架太陽神航空522號班機的波音737-300在从塞浦路斯飞往希臘的途中，因機航工程師忘記把把加壓掣由手動改為自動，導致駕駛室缺氧使飛行員暈倒，在無人駕駛下坠毀，机上121人全部遇难。
- 8月16日 - 哥伦比亚西加勒比海航空708號班機坠毁在委内瑞拉西部，机上152名乘客和8名机组人员全部遇难。
- 8月23日 - 秘鲁国營航空204號班機空難在秘鲁坠毁，机上92名乘客中40名和6名机组人员中4名遇难。
- 12月8日 - 美国西南航空1248號班機一架波音737客机在降落芝加哥机场时，前轮突然折断。飞机滑出跑道，撞进旁边一条街道，导致经过车辆内一名儿童死亡。飞机上有两人受伤，另外还有8人受伤。
- 12月19日 - 美國卓克斯海洋航空101號班機於邁阿密海灘爆炸墜海，全機20人死亡。

### 2006年
- 8月27日，一架美國康姆航空5191號航班 龐巴迪CRJ-100型在美國中南部肯塔基州列剋星頓藍草机场起飛失敗墜毀，肇因於使用過短的跑道导致飞机無法順利起飛，造成49名乘客丧生。机上共载有50名乘客。
- 9月1日，一架伊朗空中之旅航空公司的图-154客机在伊朗东北部城市马什哈德机场着陆时前轮胎爆裂，导致飞机偏离跑道并起火，造成29名乘客丧生。机上共载有148名乘客。
- 9月29日，巴西戈爾航空1907號班機一架波音737型客機，與一架私人小型噴射機發生擦撞後，在亞馬遜森林墜毀，機上一百五十四名乘客和機組員全部喪生。

### 2007年
- 7月17日，巴西天馬航空3054號班機空難  從巴西阿雷格里港的小薩爾加多國際機場（Aeroporto Internacional Salgado Filho，POA/SBPA）飛往聖保羅孔戈尼亞斯國際機場。降落時機組誤設油門位置，導致引擎一邊全力反推，另一邊卻在持續加速，再加上速度過快、跑道沒有溝槽而積水，地面濕滑煞停不及，與機場跑道太短等不利因素，雖然飛行員試圖重飛，但最後飛機仍失控衝出跑道末端，飛越一條尖峰時間中的八線道高速公路之後，高速撞入巴西天馬航空在加油站附近的辦公大樓並且爆炸。機上有187名人員（包含181位乘客，6位機組人員）與12名地面人員共199人在事故中喪生。
- 8月20日，中華航空120號班機（737-800型）由台北飛往沖繩，於落地并到达停机坪後因漏油起火燃燒，機身完全損毀，僅4人受傷，其中包含2名職員。
- 9月16日，One-Two-GO航空269號班機（MD-82）由泰國曼谷飛往普吉島，疑似遇上風切變，降落時滑出跑道，造成機身斷裂爆炸起火，喪生人數超過89人。

### 2008年
- 1月17日，一架由中國北京首都國際機場飛往英國倫敦希斯洛機場的英國航空038號班機（波音777），降落前十二秒機長發現引擎失去動力。機長被迫以機腹著地迫降。整起事故雖僅造成十餘人受輕重傷，無人死亡。但造成希斯洛機場許多班機延誤，包括英國首相戈登·布朗的專機。
- 2月21日，一架由委內瑞拉梅里達起飛的（Merida）聖塔巴巴拉航空公司518號班機起飛後不久，在海拔4000公尺山區撞擊被稱為印地安臉龐（Indian Face）的岩壁。機上43名乘客及3名機組員全數罹難。
- 4月15日，剛果一架DC-9客機墜毀於機場附近的一個市集，機上3人及地面37人死亡。
- 5月2日，蘇丹一架畢琪1900小型飛機墜毀，全機21人死亡。
- 5月30日，中美洲航空390號班機一架空中客车A310降落於洪都拉斯特古西加尔巴通孔廷国际机场時衝出跑道，壓毀多輛汽車，機上至少2人死亡，地面3人死亡。
- 6月10日，蘇丹航空109號班機一架A310在喀土穆國際機場降落時偏離跑道。
- 7月25日，澳洲航空30號班機一架波音747-400由倫敦飛往墨爾本，中途停靠香港之後起飛約一小時後，機腹處的前貨艙外殼突然破了一個大洞，造成機艙瞬間失壓，班機立刻下降，最後緊急降落於菲律賓的馬尼拉機場，無人傷亡。
- 8月20日，西班牙航空JK5022航班一架MD-82（編號EC-HFP）客機，是由西班牙馬德里巴拉哈斯機場飛往加那利群島大加那利機場的定期內陸航班。在馬德里起飛時衝出跑道，並爆炸起火，機上共載有173名乘客和機组人員，包括2名嬰兒。截至當地時間當日下午，事件造成154人死亡，19人生還。
- 8月24日，伊朗阿斯曼航空6895號班機空難

### 2009年
- 1月15日，全美航空1549號班機从纽约拉瓜迪亚机场飞往夏洛特/道格拉斯國際機場，执行任务的空中客车A320飞机刚起飞升至约900米高空时，与一群鸟相撞后，两侧引擎均失去动力。机长Chesley Sullenberger决定紧急迫降哈德逊河河面，机上乘客和空服人员全部获救，有部分人受伤，但除一名空服双腿骨折外，其他人均无大碍。由于纽约市高楼林立，人口密集，飞机一旦坠毁后果不堪设想，Sullenberger机长的沉着应对和精湛的驾驶技术挽救了很多人的生命，让他一时间成为广为赞颂的英雄，并被邀请参加1月20日的奥巴马总统的就职典礼[35]。
- 2月12日，科爾根航空3407號班機，該班機由科爾根航空公司營運，與美國大陸航空進行代碼共享。12日晚在纽约上州布法罗郊外坠毁，机上44名乘客、4名机组人员以及1名非执勤飞行员全部遇难。坠机事故还造成地面1人死亡，至少4人受伤。机型为74座Bombardier Q400-8型飞机。
- 3月20日，阿聯酋航空407號班機事故(空中巴士A340-500），於澳洲墨爾本飛往阿聯杜拜時，因為機師輸入起飛參數時出錯，造成起飛加速不足衝出跑道，機尾撞擊地面起火毀損，幸而成功起飛並未炸毀，在拋棄燃油減輕重量後回到墨爾本機場順利降落。
- 3月23日，聯邦快遞80號班機空難
- 6月1日，法国航空447号班机空中巴士A330-200客機由巴西第一大城里約熱內盧，飛往法國巴黎的空中巴士，於大西洋上空失去聯繫，飛機上總共載有228名乘客與機組員。
- 6月30日，也门航空626号班机空难，一架空中巴士A310，在当地时间凌晨1点从也门首都萨那起飞，目的地是科摩罗首都莫罗尼，在印度洋上的非洲科摩罗群岛坠毁，飞机上一共有153人，其中包括142名乘客和11名机组人员。乘客大部分为科摩罗人，其中还包括法国人。
- 7月15日，伊朗里海航空公司7908班机于15日11点30分从伊朗首都德黑兰伊玛目霍梅尼机场起飞，在飞行了约15分钟后在当地时间15日11点45分左右，距离德黑兰120公里的加兹温省失事，机上共有168人全部遇难。乘客中有20到25人为亚美尼亚人，另外还包括一些格鲁吉亚人，其余的均为伊朗人。失事飞机是俄罗斯于1987年制造的图-154型喷气式客机，航空公司是伊朗和俄罗斯于1993年成立的合资公司，此次事故是自2002年以来，图-154飞机在伊朗发生的第三次坠机空难。
- 11月28日，由中國上海飛往吉爾吉斯比什凱克的艾維特航空324號班機在浦東國際機場起飛時衝出跑道著火，機上4人獲救，3人不幸罹難。

## 2010年代

### 2010年
- 1月25日，埃塞俄比亞航空409號班機，波音737-800型客機（編號：ET-ANB），從黎巴嫩貝魯特貝魯特－拉菲克·哈里里國際機場飛往埃塞俄比亞阿迪斯阿貝巴博萊國際機場的航班，於當地時間凌晨2時35分在貝魯特起飛後不久從雷達上消失，其後證實飛機失事並墜入地中海中。機上共載有8名機組人員及82名乘客，無人生還。
- 4月13日，國泰航空780號班機事故，國泰航空一架由印尼泗水飛往香港的空中巴士A330-342（航班編號：CX780，飛機註冊編號：B-HLL），飛機在印尼上空右邊引擎在顯示引擎讀數的儀表上出現震動。在飛機降落時，速度高達426公里/小時（230節）。在降落後，航機啟動緊急煞車系統及推力反向器，機長腳踩煞車板，終於在幾乎滑行完整條跑道後（跑道只剩下150米），在離海岸極近的距離下，飛機停止前進了。 但因猛烈的摩擦，令左邊四個輪胎及右邊四個輪胎中的兩個均出現洩氣並出現小火，輪胎溫度更接近1000°C，隨時有起火燃燒的可能。機長於是趕緊下令乘務員協助乘客使用充氣滑梯逃生。   事件中57名乘客在逃生時受輕傷。此事件亦使得香港國際機場北跑道被封閉2小時。
- 5月12日，由南非約翰內斯堡飛往利比亞的黎波里的泛非航空771號班機，空中巴士A330-202型客機，於當地時間上午6時，在降落的黎波里國際機場時墜毀，機上93名乘客及11名機組人員中的103人罹難，僅一名十歲魯本·馮·阿蘇瓦荷蘭籍男童奇跡生還，腿部受傷，但父母雙亡。
- 5月22日，一架印度航空快運812号班机的波音737-800型客機在印度南部城市芒格洛爾機場降落時衝出跑道墜入山地失事，客機左翼起火，機上共載有173人，其中包括163名乘客、4名嬰兒以及6名機組人員中有167人遇難，6人倖存。
- 8月24日，河南航空8387号班机是一班从中国黑龙江省哈尔滨太平国际机场飞往伊春林都机场的河南航空班机。班机使用E190执行飞行任务时，在距林都机场跑道0.5公里处失事。机上人员有91名乘客和5名机组人员。失事现场共发现42具遇难者遗体，其余54人获救并被送往医院救治，其中7人受重伤。这起空难是自2004年11月21日中国东方航空5210号班机空难后中国民航发生的第一起空难，其间中国民航保持了2102天的最高连续安全记录。
- 9月3日，UPS航空6號班機在起飞后不久，货舱起火，机组人员启动灭火装置后无用后，决定返回迪拜机场，但因途中驾驶舱烟雾太大飞机迫降失败而坠毁，两名飞行员遇难。
- 9月13日，委内瑞拉工业和空中服务集团的一架ATR-42型客机当地时间13日在该国东南部坠毁，飞机上共载有47名乘客和4名机组人员。空难事故已造成15人丧生，另外有36人幸存。
- 11月4日，古巴加勒比航空公司的一架ATR 72-212客机在该国中部城市圣斯皮里图斯附近坠毁，机上68人全部遇难。
- 11月4日，澳洲航空32號班機事故。澳洲航空32號班機（Qantas Flight 32，編號VH-OQA，空中巴士A380）在樟宜機場起飛約4分鐘後，2號引擎爆炸起火，機身碎片刺穿了部分機翼，燃油系統受到破壞、液壓系統失效、防鎖死煞車系統損壞，最後迫降新加坡樟宜機場，無人傷亡。

### 2011年
- 1月9日，伊朗航空277號班機（波音727）坠毁在伊朗，77人死亡。
- 5月7日，印尼鸽记航空8968号班机（新舟60）准备降落时在距离跑道500米处坠入海中。机上21名乘客和6名机组人员无一生还。
- 6月20日，俄罗斯RusAir 9605號班機（图-134）在彼得罗扎沃茨克机场附近坠毁。事故造成44人死亡，8人受伤。[36]
- 7月8日，埃瓦－博拉航空952号航班（波音727）在非洲剛果民主共和國基桑加尼機場墜毀，當時發現40人生還。最终结果是，该航班实际载客178人，127人在事故中罹难，51获救。
- 9月7日，2011年雅羅斯拉夫爾空難，俄羅斯雅羅斯拉夫爾火車頭冰球隊的包機、俄製雅克42型客機（Yak-42），在雅羅斯拉夫市（Yaroslavl）附近機場起飛後撞上機場天線，失火爆炸墜毀在離機場約500公尺處的窩瓦河畔，機上37名乘客，8名機員，一共45人，僅有2人生還，其他43人罹難。
- 11月1日，LOT波蘭航空16號班機，一架執飛本次航班的波音767-35DER飛機，因為三組起落架全部無法展開，在空中盤旋一小時消耗多餘燃油後，飛機以機腹著陸的方式降落在華沙蕭邦機場。最終，乘客連同機組人員共231人毫髮無損。

### 2012年
- 4月20日，博雅航空213号班机空难：巴基斯坦博雅航空公司一架从巴南部城市卡拉奇飞往首都伊斯兰堡的波音737客机20日晚在伊斯兰堡附近坠毁。坠毁客机上的118名乘客和9名机组人员全部遇难。失事航班是该航空公司恢复运营后从卡拉奇飞往伊斯兰堡的首趟航班。
- 5月2日，复兴航空GE515航班，从松山机场起飞约十分钟，左引擎起火，机长启用灭火装置之后，平安折返松山机场。台灣交通部民用航空局初步了解，引擎外壳熏黑，涡轮叶片也断了，属于“严重等级故障”，这也是过去4年来，台灣民航史第2起引擎冒火意外。[37]
- 6月3日，丹纳航空992号班机在拉各斯着陆时坠毁，机上153人全部遇难，地面40人遇难。
- 6月6日，埃及航空MS849航班在肯雅首都內羅畢的喬莫·肯雅塔國際機場降落時滑出跑道，所幸飛機上無人受傷。事故原因未知。[9][38]
- 12月29日，紅翼航空9268號班機在莫斯科冲出跑道，5名机组成员遇难。

### 2013年
- 3月9日，两架客机在美国纽约肯尼迪国际机场发生相撞事故，未造成人员伤亡。事故发生在当地时间9日早晨6点15分左右，一架载有150多名乘客、准备起飞前往佛罗里达州的捷蓝航空飞机，在滑行时牵引杆突然出现故障，并与一架印度航空飞机相撞。[39]
- 4月10日，东航MU5211A320从杭州萧山国际机场起飞十分钟后，有乘客发现飞机尾部弥漫阵阵烟雾，通知乘务人员后，乘务人员将该情况反馈给机长。为了保障乘客安全，最终返航降落在杭州萧山国际机场。[40]
- 4月29日，美國國家航空102號班機在阿富汗巴格拉姆空军基地起飞时失速坠毁，全机7人遇难。
- 5月13日，深航ZH9608航班从沈阳飞机广州经停郑州时，在进港滑行时冲出停机线，左侧机翼撞上9号廊桥。[41]
- 5月13日，从北京飞深圳的国航CA1337航班在起飞近40分钟后，由于前起落架发生故障，航班返航并取消。[42]
- 5月24日，英国航空公司英航762航班从希斯罗机场起飞不久，突然飞机后部起火并冒出大量烟雾，随后返回希斯罗机场紧急迫降。5月31日公布的一份报告显示，该飞机起飞前的维修中，飞机的两个引擎门均被打开，而航空事故调查局的报告显示，飞机引擎的风扇罩门在起飞后分离，毁坏了右引擎的燃油管。[43][44]
- 6月4日，上海航空FM9205航班降落滑跑时，两个轮胎出现暴胎。[45]
- 6月4日，中国国际航空CA4307航班从成都飞广州，在成都双流机场起飞20分钟左右，机载雷达罩遭到鸟击，航班随后返航，没有人员伤亡。[46]
- 6月7日，中國东方航空MU2947航班从淮安飞上海，在上海虹桥机场降落时冲出跑道。[47]
- 6月18日，美联航UA139航班从丹佛飞往东京成田机场，因滤油器提示故障而备降西雅图。[48]
- 7月6日，韩亚航空214号班机，在旧金山着陆过早，坠毁在跑道旁，3名中国乘客不幸遇难，此次空难为波音777的首次空难。
- 8月14日，UPS航空1354號班機在伯明罕－沙特爾斯沃思國際機場進場時墜毀，機上2人遇難。
- 8月25日，从深圳飞往北京的深圳航空ZH9969航班，在深圳宝安机场离开停机位的过程中发生火灾，造成机上12名旅客轻微擦伤。[49]
- 10月16日，寮國航空301號班機因天气原因坠毁在湄公河，机上49人遇难。
- 11月17日，韃靼斯坦航空363號班機在喀山着陆时坠毁，全机50人遇难。
- 11月29日，LAM莫三比克航空470號班機在飞行途中坠毁，机上33人全部遇难。

### 2014年
- 3月8日，马来西亚航空公司与中国南方航空的MH370&CZ748航班起飛後不足一小時內与空管人员失去联系。[50]3月24日，马来西亚政府宣布客機坠毁于南印度洋，于2015年7月在法属留尼汪岛附近發現坠機殘殼，并推定機上227名乘客和12名機組成員悉數罹難。
- 7月17日，马来西亚航空公司MH17航班在乌克兰上空失联，机型波音777-200ER，乘客283人，机组15人，由阿姆斯特丹飞往吉隆坡，被导弹击落，機上283名乘客和15名機組成員悉數罹難。
- 7月23日，復興航空公司GE222航班，在澎湖機場附近失事，機型ATR 72-500，乘客54人，機組4人，由高雄飛往澎湖馬公，疑似因為颱風影響，天候不佳，重飛失敗，墜毀在馬公機場附近的湖西鄉西溪村62號空地，造成47人死亡11人受傷。另外波及到附近11棟民宅造成火警，造成5人輕傷，目前兩具黑盒子皆已尋獲。事件發生後，各界雖研判為天候所影響，但空難事發原因仍有待進一步調查與確認。
- 7月24日，阿爾及利亞航空5017號班機從非洲布吉納法索首都瓦加杜古起飛50分鐘後失聯，隨後確定墜毀於尼日爾首都尼亞美，這架飛機原定從瓦加杜古飛往阿爾及利亞首都阿爾及爾。機上110名乘客和6名機組成員悉數罹難。
- 8月10日，塞伯漢航空5915號班機從伊朗德黑蘭起飛後不久墜毀，出事的內陸機當地星期日，原定飛往伊朗東部城市塔巴斯，但由德黑蘭西部的機場起飛不久，墜落一個住宅區，機上有48人，包括7名孩童，39死9傷。初步懷疑是因引擎故障。
- 8月13日，一架Cessna 560XL商務飛機在巴西聖保羅州的桑托斯波蓋朗住宅區中墜毀，當時天候極為惡劣。飛機搭載著巴西社會黨總統候選人甘伯斯、5名乘客以及2名機組人員，已確定機上人員全數罹難。
- 12月8日，約1041東部標準時間，巴西航空工業公司的EMB-500飛機（銷售作為飛鴻100），N100EQ，註冊和賢者航空有限責任公司工作，而墜毀上蒙哥馬利縣的做法空中花園跑道14（ GAI），馬里蘭州蓋瑟斯堡。飛機撞擊的三間房子和大約從跑道的進近端3/4英里的地面。一個postcrash涉及消防飛機和三間房子，其中載有三名乘客之一，接踵而至。飛行員，兩名乘客，並在屋內三人死於意外的結果。這架飛機遭到衝擊力和postcrash大火燒毀。該航班上的在聯邦法規14法典（CFR）第91目視氣象條件盛行在事故發生時的規定，儀表飛行規則飛行計劃運行。
- 12月28日，一架载有162人、機型爲A320-216型的印尼亞洲航空8501號班機在由印度尼西亞泗水朱安達國際機場飞往新加坡樟宜機場的過程中與地面失去聯繫，其後發現墜毀於爪哇海 ，162人死亡。事故原因为机组操作失误和机械故障
- 12月29日，維珍航空VS43班機起落架異常事故，載有462人的波音747-400客機，自倫敦蓋特威機場起飛後不久，機長就發現起落架異常，決定返航。之後近4小時，數度被要求採「防撞擊姿勢」的乘客擔心受怕，不少人嚇哭。所幸飛機在1組起落架故障情況下仍完美降落。

### 2015年
- 2015年2月4日，復興航空GE235班機，復興航空一架ATR72，編號B-22816，台北飛往金門的班機，上午從松山機場起飛兩分多鐘後，右邊發動機失效，機師誤關左邊發動機造成失速撞到高架橋，迫降墜毀於基隆河，43死15傷[51]。這班復興航空台北飛金門的班機裡共有58人，其中22名台籍旅客中，11人受傷，11人死亡；31名陸籍旅客中，3人受傷，28人死亡；5名機組員中，1人受傷，4人死亡；另有地面受傷者2人。
- 3月4日，土耳其航空726号班机，一架载有238人的空中巴士A330-300客机，在执飞伊斯坦布尔到加德满都的航班时，在加德满都特里布万国际机场滑出跑道,无人受重伤，但客机受损严重，已被拖离机场[52]。
- 3月5日，達美航空1086號班機事故，一架麥道MD-80載有127名乘客和5名機組人員，衝出跑道，造成24名乘客輕傷，全部乘客和人員都倖存。
- 3月24日，德國之翼航空9525號班機空難，一架载有150人的空中巴士A320-200客机，起飛後一小時失聯，本班機原定從巴塞隆拿飛往杜塞爾多夫。目前已確定墜毀在法國南部阿爾卑斯山的一座偏僻小村莊附近，機上人員全數罹難。法國檢察部門經調查後，發現空難並非意外，而是28歲德國藉副機師盧比茨趁機長離開駕駛艙時控制客機自殺式撞山，令自己及其他人死亡。150人全部遇难
- 4月7日，冰島航空一架客機被閃電擊中，乘客和機組人員到達目的地才發現機鼻被「劈」出一個洞。這架波音757客機4月7日從冰島首都雷克雅未克飛往3740英里（6019公里）之外的美國丹佛，起飛不久就遭遇閃電，但繼續飛行，直到安全著陸在目的地。航空專家表示一架商業航班每年會被閃電擊中1到5次，但是現代化飛機設備足以應對閃電破壞，閃電造成飛機損壞的情況不多。
- 4月13日，加拿大卡森航空於當地時間4月13日上午自溫哥華飛往喬治王子城的66號貨運航班失蹤，機上有兩名飛行員。聯合救援協調中心和北岸救援隊正在尋找這架雙引擎SA-266 Metro II失踪飛機，該飛機早上6點43分從溫哥華機場起飛，原定8點到達喬治王子城，然而，坎盧普斯飛行情報中心在大約7點時失去飛機的雷達訊號，當時航班在溫哥華東北部。目前飞机残骸已在北岸找到，正副驾驶均不幸遇难。
- 5月10日，一架幸福航空Joy air编号JR1529的新舟60国产支线飞机，在降落福州长乐国际机场后滑出跑道，飞机的起落架，发动机和飞机机翼都有损坏并折断。据悉，长乐国际机场方面已关闭机场，飞机不得起降。因新舟60支线飞机因发生多起事件，导致其在国内销售剧减，众多主要客户都在外国。
- 8月16日，印尼特里加納航空267號班機一架載有54人的ATR42-300(編號:PK-YRN)客機，於下午3點前在巴布亞首府查亞普拉起飛飛往南部的奧克西比，但起飛後約33分不久即失去聯絡。隨後有村民表示目擊1架飛機墜毀，確定於墜毀於奧克西比山區。機上人員包括44名大人、5名小孩與5名機組人員，機上人員全數罹難。
- 9月8日，英國航空2276號班機事故 一臺波音777-200型客機，在拉斯維加斯麥卡倫國際機場因為左引擎嚴重故障，放棄起飛。全機189位機組人員及乘客安全逃脫。
- 10月31日，科加雷姆航空9268號班機一臺屬俄羅斯的空中巴士A321客機，載有217名乘客及7名機組人員，從埃及沙姆沙伊赫國際機場起飛後32分鐘在埃及上空失聯，隨後證實已經墜毀於西奈半島中部。機上224人全數罹難。

### 2016年
- 1月8日，瑞典西方航空294班機空難
- 2月2日，達洛航空159號班機在飛行途中因爆炸而發生減壓，最後安全著陸，1人遇難，80人生還。
- 2月7日，俄罗斯一架检查石油公司的运输机或因天气原因坠毁，机上3人全部遇难。
- 2月8日，俄罗斯一架米-8直升机于普斯科夫州紧急迫降时断体起火发生事故，机上4名机组人员全部遇难。
- 2月14日，联合航空858号班机一架波音747-400因机上有异味返回上海浦东国际机场。无人伤亡，飞机平安降落。
- 2月27日，香港飛行總會一架單引擎Zlin 242L小型飛機墮海，直插老虎笏海面。機上唯一一名機組人员遇難。
- 3月11日，埃及航空一架波音737-800（SU-GDZ）于下午4点钟执行MS-779飞往伦敦希斯罗机场时飞机的雷达罩撞上了一只鸟，飞机成功降落机场。机上有71名乘客，无人死伤。
- 3月19日，迪拜航空981号班机，一架波音737-800客机于19日凌晨降落俄罗斯内顿河畔罗斯托夫机场时坠毁，机上62名人员全部遇难。
- 3月27日，Bek Air 2041号班机因前起落架故障而迫降于哈萨克斯坦阿斯塔纳国际机场，目前飞机上无人伤亡。
- 5月1日，中国东方航空5443号班机(机型A319)在四川省康定机场降落时将机场6个进近灯撞坏，飞机尾部的水平翼也被进近灯刺穿。机组中断降落返航成都，落地后发现除了水平翼被刺穿，轮胎也受损严重，系统液压油漏光。事件中无人伤亡。
- 5月19日，埃及航空804號班機從巴黎夏爾·戴高樂機場起飛前往埃及開羅途中，在開羅時間2時45分，該機在37,000英尺的高度從塔台的雷達上消失，而當時位於埃及領空內10英里，目前埃及民航局官員指出埃及航空客機可能已於希臘卡尔帕索斯岛附近墜毀。
- 6月6日，UPS班號5X61，麥道MD-11F貨機在韓國仁川國際機場準備前往阿拉斯加州安克拉治國際機場，在滑行起飛時衝出跑道，鼻輪折斷。機上機組員4人安全撤離無人傷亡，仁川國際機場因此關閉15R/33L跑道。
- 6月27日，新加坡航空航班SQ368，一架波音777-300飞机在新加坡樟宜机场前往意大利米兰，大约飞行2个半小时以后，飞机燃料泄漏，飞机被迫飞回新加坡，在降落时飞机右引擎着火，并与数分钟以后扑灭，无人员伤亡。
- 8月3日，阿聯酋航空521號班機原定從印度錫魯萬納塔普拉姆飛往杜拜，但在接近杜拜國際機場時，飛機突然冒出濃煙，隨後在降落機場坠毁并起火燃燒。機上275名機組員及乘客，目前初步了解都均安，但一名救火的消防员在此次事故中遇难。
- 8月5日，爱尔兰ASL航空7332号班机一架波音737-400货运飞机于8月5日早间降落意大利贝加莫奥里奥阿塞里奥机场（英语：Orio al Serio International Airport）时冲出跑道并坠毁于机场附近的一条公路， 飞机于法国巴黎戴高乐国际机场起飞， 机场于5日早上7点重新开放， 飞机改降， 目前机上无人员伤亡，飞机受损。
- 9月22日，澳大利亚捷星航空JQ956悉尼至凯恩斯航班，空中客车A320客机，起飞40分钟左侧发动机失火，烟雾进入客舱，关闭左侧发动机后50分钟单发备降布里斯班机场。
- 10月1日，中華航空CI704,A330-300B18307,台北時間 1645 時由菲律賓馬尼拉國際機場起飛，目的地中華民國桃園國際機場。1928 時，該機於桃園機場23 跑道落地，滾行重飛時，機尾擦撞跑道。航機勘驗後，發現該機機腹結構蒙皮磨穿受損,無人受傷.
- 11月28日，拉米亞航空2933號班機空難機上運載巴西足球俱樂部沙佩科恩斯的成員。班機由玻利維亞維魯維魯國際機場出發，原定於哥倫比亞麥德林何塞·瑪麗亞·科爾多瓦國際機場降落。在哥倫比亞拉塞哈和拉烏尼翁之間空域飛行時，燃料告急，機組人員發出燃油耗盡緊急警報。飛行最後15分鐘，航班以跑道等待航線姿態繞飛兩周，飛行距離增加約54海里（100公里）。墜機地點距何塞·瑪麗亞·科爾多瓦國際機場第36跑道10海里（19公里）。77名乘客中有71人墜機身亡，死亡人數最初是75人，後來據透露有4人未登機。

### 2017年
- 6月7日，緬甸一架運8型軍機原定從緬甸丹老飛往仰光，但該軍機於當地時間周三下午1點35分左右突然失去聯絡，當時軍機位於土瓦以西約32公里。而機場消息人士稱，機上共108名乘客及14名機組人員，共122名人員。已於失事附近海域發現軍機的殘骸，目前也找到了29具遺體，而失蹤人數有93人。
- 9月30日，法国航空号66班机（A380-800）在飞至格陵兰西面空域时，右侧一台发动机的整流罩等突然爆裂，机件暴露空气之中。紧急转飞加拿大古斯湾机场（英语：CFB_Goose_Bay）迫降。机上共496名乘客和24名机组成员无伤亡报告。[53]
- 12月13日，加拿大西風航空280號班機（ATR 42-300）飛機在起飛後不久撞地墜毀，機上24人生還，1人死亡。[54]

### 2018年
- 1月13日，土耳其飛馬航空8622號班機（B737-800）降落時不慎衝出跑道，機上168人全數生還[55]
- 2月11日，俄羅斯薩拉托夫航空703號班機（An-148）原定從莫斯科飛往奧爾斯克，但不明原因墜毀在莫斯科附近地區，包括65位乘客與6位機組人員全部罹難。[56]
- 2月18日，伊朗阿塞曼航空3704号班机（ATR 72-500）原定從德黑蘭飛往亞蘇季，不明原因墜毀在塞米羅姆附近地區，包括60位乘客與6位機組人員全部罹難。[57]
- 3月12日，孟加拉優速航空211號班機（DHC-8-402Q）在快要降落时坠毁于加德满都特里布万国际机场。机上共载有71人，其中有67名乘客和4名机组人员。总共造成52人死亡，19人受伤。
- 4月17日，西南航空1380號班機（B737-700）在從紐約飛往達拉斯的途中左側引擎突然爆炸，並瞬間炸穿其中一扇窗戶，導致窗前乘客上半身被吸出窗外。儘管飛機最終緊急降落費城國際機場，但還是導致一人遇難。事後，每名乘客獲5000美元支票及1000美元現金券賠償。
- 5月14日，四川航空8633號班機（空中客车A319）從重慶江北國際機場起飛往拉薩，途中駕駛艙風擋玻璃破裂脫落，飛機瞬間氣壓大減，機長描述副駕駛部分身軀被吸出艙外。後安全降落成都，后被拍成《中國機長》。
- 5月18日，古巴航空972號班機（波音737）在從古巴首都哈瓦那的何塞·馬蒂國際機場起飛不久後失去了高度，並在機場外10公里的一處農場墜毀。機上乘客有104名與機組人員9名，此次意外造成了112人不幸罹難，仅有一人生还。
- 6月11日，一輛拖車在法蘭克福機場牽引漢莎航空一架空中巴士A340客機期間起火，導致客機機頭受損。共有10人吸入濃煙不適送院。
- 7月10日，南非一架康維爾340型客機原定從非洲普利托利亞汪德布機場（英语：Wonderboom Airport）飛往太陽城匹蘭斯堡機場（英语：Pilanesberg Airport），但在起飛不久後隨即墜毀在汪德布機場附近的空地，導致機上2人死亡、20人受傷。
- 7月28日，萬那杜航空241號班機（英语：Air Vanuatu Flight 241）從萬那杜塔納島的白草機場（英语：Whitegrass Airport）飛往維拉港國際機場，在降落跑道時撞上兩架布里頓-諾曼海島人小型飛機，造成機上43人有13人受傷。
- 7月31日，墨西哥航空2431號班機原定從墨西哥杜蘭戈國際機場飛往貝尼托·胡亞雷斯國際機場，在起飛不久後隨即墜毀，機上103人全數生還，但有85人受傷。
- 8月4日，一架隸屬於烏塔航空的Mi-8直升機機上有15名工人與3名機組人員，原定要飛往一處鑽油塔，但不幸墜毀於西伯利亞西北部，機上人員全數罹難。
- 8月10日，一架隸屬於阿拉斯加地平线航空的龐巴迪Dash-8-Q400，在西雅圖-塔科馬國際機場被一名地勤人員擅自開離機場，導致機場被迫暫停其他飛機的起降，隨後北美空防司令部派出兩架F-15鷹式戰鬥機升空追查，而客機在進行一些類似特技飛行的動作之後，隨後墜毀在普吉特海灣的凱崇島（英语：Ketron Island, Washington）。
- 9月1日，烏塔航空579號班機從俄羅斯莫斯科飛往索契，在降落機場時，因為天候不佳，第一次降落失敗，第二次重新降落時，左機翼不慎接觸地面導致飛機衝出跑道墜毀於河川，機上170人有18人受傷。
- 10月29日，獅子航空610號班機當地時間早上6點20分由印尼首都雅加達的蘇卡諾-哈達國際機場起飞，原定飛往邦加檳港，但起飛13分鐘後隨墜毀在起飛機場24公里外的爪哇海，機上載有181名乘客和8名機組人員，全部身亡。涉事飞机为波音737MAX-8，机龄仅2个月。

### 2019年
- 1月14日，2019年薩哈航空波音707航班事故，一架從吉爾吉斯飛往伊朗帕雅姆恩機場的薩哈航空波音707貨機，在德黑蘭郊區發生墜機意外造成10人死亡。
- 2月24日，當地時間23日，美國亞特拉斯航空3591號班機空難運送亞馬遜「Prime Air」貨物的一架波音767貨機，從佛羅里達州邁阿密飛往德州休士頓途中，意外墜毀德州三一灣，機上3人死亡。
- 2月24日，孟加拉航空147航班一架波音737客機在飛行途中被1名男子劫機，被迫緊急降落在吉大港機場，劫機者隨後遭到槍擊身亡。
- 3月10日，埃塞俄比亚航空302号班机（注册编号：ET-AVJ）载有157人从亚的斯亚贝巴飞往内罗毕的波音737MAX-8的航班在起飞后6分钟坠毁，机上人员全部遇难。涉事飞机于2018年10月30日交付，机龄仅4个月。
- 5月3日，邁阿密國際航空293班機，美國佛羅里達州傑克遜維爾市，一架波音737-800，於當地時間3日晚間21時，降落時疑似天候不佳衝出跑道墜入聖約翰河，機上143人平安生還，143人中有21人受傷。
- 5月5日，俄羅斯航空1492號班機空難，一架蘇愷超級噴射機100客機（Sukhoi Superjet 100）從莫斯科謝列梅捷沃國際機場起飛30分鐘後，隨即因電子系統「嚴重故障」而緊急返航。迫降過程中，客機連續彈跳，在第2次接地時導致起火和起落架斷裂。78人中僅有37人倖存，其餘41人不幸罹難。
- 11月24日，剛果金航空事故，導致至少29人死亡。
- 12月27日，哈萨克斯坦貝克航空2100號班機空難，一架福克100型客機在阿拉木圖國際機場起飛後不久即墜毀，機上100人中有15人死亡。

## 2020年代

### 2020年
- 1月8日，乌克兰国际航空752号班机空难，乌克兰国际航空的一架波音737-800型客机由伊朗德黑兰伊玛目霍梅尼国际机场飞往乌克兰基辅鲍里斯波尔国际机场时在爬升至8000英尺高度时被伊朗伊斯兰革命卫队恐怖攻擊而解体坠毁，机上176人全部遇难。
- 1月26日，2020年卡拉巴薩斯S-76B墜毀事故，一架賽考斯基S-76B直升機在美國加利福尼亞州卡拉巴薩斯墜毀，機上9人全數罹難，其中包括前NBA洛杉磯湖人隊籃球明星科比·布萊恩（41歲） 和他的二女兒吉安娜·布萊恩（13歲）。
- 1月27日，里海航空6936號班機，一架麥道MD-83客機在馬赫夏赫爾機場降落時衝出跑道，最終在高速公路上停下，共144人含機組人員僅有2人受傷。
- 2月5日，土耳其飛馬航空2193號班機空難，一架波音737-800從安卡拉阿德南·曼德列斯機場起飛，在伊斯坦堡薩比哈·格克琴國際機場降落的過程中衝出跑道斷成3截，機上179人受傷3人死亡。
- 2月9日，烏塔航空595號班機，俄羅斯國內航班一架波音737-500，在降落烏辛斯克機場，硬著陸導致起落架斷裂而衝出跑道，100名乘客含機組人員均平安。
- 3月29日，獅子航空（页面存档备份，存于）一架編號為RP-C5880的IAI_Westwind（页面存档备份，存于）貨機載滿醫療物資，由菲律賓的Ninoy Aquino國際機場（页面存档备份，存于）起飛不久後墜地，機上8人全數遇難。
- 5月4日，一架東非快運航空（页面存档备份，存于）的巴西航空工業EMB-120在運送救援物資時在索馬里的 Berdale遭到埃塞俄比亞國防軍（页面存档备份，存于）誤擊，機上6人全數遇難。
- 5月22日，巴基斯坦国际航空8303號班機空難，一架空客A320由拉合尔飞往卡拉奇，於降落時雙發失效，在巴基斯坦南部卡拉奇市郊居民区附近坠毁。机上91名乘客及7名机组人员仅有2人幸存。事故正在調查中。
- 6月14日，中華航空202號班機事故，一架中華航空公司的空中巴士A330-300從上海浦東國際機場起飛，在台北松山機場降落時，遭遇擾流板、自動剎車及發動機反推失效。駕駛員發現此狀況，立即使用人工剎車，在跑道末端約30呎前停下。航機無損傷，機上11名機組員及76名乘客均安。
- 7月14日，一架藍鳥航空的德哈維蘭加拿大DHC-8 Q400從吉布提飛往 索馬里 的洪水救援貨機，在降落 索馬里貝萊德溫機場時因為撞擊闖入跑道的驢，偏移再次撞上工程用的土丘，機上3名機組人員輕傷。
- 7月22日，一架衣索比亞航空的波音777-200货机（註冊編號为：ET-ARH）[58]，於下午15：57分在上海浦東國際機場停泊時，主貨艙起火，從目擊者傳出的影片機身頂部已被燒穿，共有18輛消防車趕赴現場處置，當地時間下午17：01分火災已經撲滅，所幸無人員傷亡，起火原因還在進一步調查。[59]
- 8月7日，印度快运航空1344号班机空难，晚间约19点40分，印度快运航空一架客机在印度南部喀拉拉邦卡里普尔的卡利卡特国际机场降落时冲出跑道，之后坠落断成2节。事故造成190名乘客和机组成员机组成员中18人遇难、超过150人受伤，其中22人重伤。
- 8月22日，2020年西南航空安托諾夫安-26墜毀事故 （页面存档备份，存于），一架南西航空的Antonov An-26（页面存档备份，存于）貨機從朱巴飛往南蘇丹的貨運飛行，在起飛時墜毀，機上9人中8人遇難，1人受傷。
- 11月13日，一架RA-82042編號的安托諾夫An-124運輸機，載運84頓汽車零件任務時由俄羅斯新西伯利亞托爾馬切沃機場飛往維也納，起飛後發生二號發動機故障，同時引發無線電通訊、制動系統故障、也讓其餘引擎的控制被限制，在緊急降落時衝出跑道，造成前起落架斷裂以及機翼明顯損壞，機上14人無人受傷。

### 2021年
- 1月9日， 三佛齐航空SJ-182班机：一架三佛齐的波音737-524班机，从印尼雅加达苏加诺-哈达国际机场起飞，于起飞后四分钟失去联络。机上共载有62人，目前被证实坠毁。
- 3月2日， 2021年南蘇丹高級航空Let L-410空難，南苏丹一架L-410小型客机从琼莱州起飞不久后发生坠机，事故导致10人遇难，其中包括2名飞行员和8名乘客。
- 7月2日， 夏威夷島際航空810號班機事故，一架屬於夏威夷島際行政航空的波音737-200貨機，在夏威夷丹尼爾·井上國際機場起飛後，在上空發生引擎失效，迫降墜入瓦胡島海岸附近太平洋，兩名駕駛員重傷。
- 7月6日， 俄羅斯一架安托諾夫An-26從堪察加彼得羅巴甫洛夫斯克飛往帕拉納降落時撞上岸邊懸崖失事，機上28人含6名機組人員全數罹難。
- 7月16日，俄羅斯一架安托諾夫An-28在西伯利亞托木斯克（Tomsk）因為雙發失效緊急迫降，飛機呈現機腹朝上的狀態躺在田野間，機上18人全數生還，但機長1人輕傷。
- 7月21日，索馬里境內一架註冊編號為5Y-GRS的Skyward Express航空德哈維蘭加拿大DHC-8-100飛機，在博魯哈什緊急降落在Boru Hache的簡易跑道，但降落時主起落架斷裂並傾倒衝出跑道，機上45名乘客輕傷。
- 10月10日，俄羅斯一架捷克Let L-410UVP-E3雙引擎短程運輸機，跳傘體驗專機起飛後在韃靼斯坦地區墜毀，造成機上16人死亡、7人受傷。
- 10月20日，美國德克薩斯州一架麥道MD-80系列客機從喬治·布希洲際機場起飛後撞上圍籬墜毀，機上22人生還。
- 11月3日，俄羅斯一架格羅德諾航空的An-12貨機在伊爾庫次克墜毀，機上7名機組人員及2名乘客遇難。

### 2022年
- 3月21日，东航MU5735班机：一架中国东方航空的波音737-800 (註冊編號 B-1791)，从昆明长水国际机场飞往广州白云国际机场在广西梧州藤县突然失联并坠毁，机上共132人其中包括9名机组人员全部罹难，原因調查中。[60]
- 4月7日，敦豪航空7216号班機事故：DHL與敦豪航空運營的一架波音757（註冊編號 27APCF）貨機在胡安·聖瑪麗亞國際機場因為液壓系統故障而返航緊急迫降，減速中突然轉向180度並衝出跑道邊坡斷成兩截,機上無人受傷。[61]
- 5月11日，卡弗頓航空一架德哈維蘭加拿大DHC-6由雅溫得城市機場起飛後在南加埃博科附近森林中墜毀，機上有喀麥隆石油運輸公司成員和機組人員共11人，全數罹難。
- 5月12日，西藏航空9833號班機事故：一架西藏航空的空中巴士A319客機在重慶江北機場因為異常而中斷起飛時，飛機起落架斷裂導致左傾衝出跑道機尾斷裂起火，機上122人含機組人員共36人受傷。
- 5月29日，雪人航空1199號班機空難：一架塔拉航空的德哈維蘭加拿大DHC-6客機在柏克拉起飛後在木斯塘地區的萊特山口附近撞上山壁，機上22人含3名機組人員，全數罹難。
- 6月6日，中華航空一架空中巴士A321neo型客機(註冊編號: B-18103)(航班編號:CI/CAL910)從香港國際機場飛往桃園國際機場途中2號引擎熄火。機師在香港飛行情報區發出PAN-PAN求救訊號後折返香港國際機場降落。
- 6月21日，雷德航空203号班机：雷德航空一架麥道MD-80編號203班機在邁阿密國際機場降落時起落架坍塌導致右翼觸地起火，機上126人中3人輕傷。
- 6月27日，香港快運航空一架A320型飛機在執行UO111台北至香港航班時機艙冒煙[62]，當時機上有47名乘客以及7名機組人員，無人受傷。
- 7月18日，朱巴航空一架福克50在亞丁·阿德國際機場降落時翻覆起火，機上36人含機組人員受傷無人死亡。
- 10月23日，大韓航空631號班機事故：大韓航空一架A330-322自韓國仁川國際機場飛往菲律賓麥克坦-宿霧國際機場。降落時因天氣惡劣，導致飛機衝出跑道。
- 11月6日，精密航空494號班機空難：精密航空一架ATR-42在坦尚尼亞的維多利亞湖迫降失敗，機上43人中19人死亡24人受傷。
- 11月18日，秘魯南美航空2213號班機跑道入侵事故：一架智利南美航空的A320neo客機在秘魯豪爾赫·查維茲國際機場起飛過程，與入侵跑道的消防車相撞，導致右邊起落架與引擎脫落並起火燃燒，消防車因撞擊解體，機上102人內有40人受傷0人死亡，消防車上2人重傷2人死亡。

### 2023年
- 1月15日，尼泊尔雪人航空691号班机空难：雪人航空一架ATR 72-500执行从特里布万国际机场飞往博卡拉国际机场的定期客运航班时于博卡拉机场降落时坠毁。事故造成机上72人（含4名机组人员）全部罹难。
- 5月1日，哥倫比亞一架塞斯納206飛機，載有着7人從阿拉拉夸拉市起飛，飛行途中意外碰上引擎故障，發出求救警報後，便與塔台失去聯繫，事發後救援人員找到了3人遺體，但機上4名孩童下落不明直到6月10日才獲救。

### 2024年
- 1月2日，日本航空516號班機事故：日本航空一架A350-900型客機從北海道新千歲機場起飛前往東京羽田機場，在降落時候與一架海上保安廳定翼機碰撞，並發生大火，客機上人員全數生還，定翼機上機組人員5人死亡1人受傷。
- 1月5日，阿拉斯加航空1282号班机事故:一架阿拉斯加航空的波音737MAX9在波特蘭國際機場起飛後在空中失去緊急逃生門，只有1人受輕傷。
- 1月6日，北歐航空(SAS)的一架空中巴士A320neo系列在降落克里斯蒂亞諾·羅納爾多機場時引擎起火,無人傷亡。
- 1月14日，全日空航空一架波音777型客机在美国芝加哥奥黑尔国际机场起飞滑行阶段与达美航空一架波音717型客机相撞，无人伤亡。
- 1月16日，國泰航空的一架波音777型客機在日本新千歲機場與一架滑行中的大韓航空A330型客機相撞，無人死亡。
- 1月24日，達美航空的一架波音757型客機在亞特蘭大國際機場起飛時，機輪脱落。
- 3月11日，南美航空一架波音787-9在從澳洲飛往紐西蘭的途中劇烈俯衝幾秒鐘，導致乘客撞上機艙頂，造成至少50人受傷。
- 5月8日，聯邦快遞一架編號6238的波音767在伊斯坦堡機場以無前輪的方式降落,全員生還。
- 5月21日，新加坡航空321号班机事故：新加坡航空一架波音777-300ER客機受氣流影響緊急迫降，造成1人死亡30人受傷。
- 8月9日，一架Passaredo航空運輸公司（Voepass Linhas Aéreas）的ATR72-500在巴西墜毀，無人生還。
- 10月9日，土耳其航空的一架空中客车A350-900在从西雅图飞往伊斯坦布尔途中，机长猝死，随后飞机在纽约肯尼迪机场紧急降落。
- 10月21日，中国南方航空一架波音787-9型客机执飞CZ3534航班从上海虹桥至广州白云机场，在降落白云机场期间，飞机发生了严重擦尾。
- 12月25日，阿塞拜疆航空8243号班机空难：阿塞拜疆航空的一架客機在哈萨克斯坦西部城市阿克套墜毀，造成38人死亡，29人生還。
- 12月29日，济州航空2216号班机空难：濟州航空一架波音737客機 (編號7C 2216) 準備於全羅南道務安國際機場降落時，疑似遭受鳥擊導致引擎受損，隨後客機偏離跑道，未放下起落架的情况下机腹着陆並撞上護欄。機上175名乘客及6名機組人員，共179人死亡，2人生還。

### 2025年
- 1月28日，由釜山金海國際機場前往香港國際機場的釜山航空391號班機，起飛時機尾懷疑有充電器或電子產品起火，隨後火勢迅速蔓延至整架飛機。機上176人安全疏散，7人逃生時輕傷。
- 1月30日，2025年波托马克河撞机事件：一架美鹰航空公司的庞巴迪CRJ700客機在華盛頓特區的半空中與一架美軍UH-60黑鷹直升機相撞並墜入波托馬克河。客機升機一共67人，無人生還。[63]
- 2月6日，白令航空445號班機空難：一架白令航空（英语：Bering Air）的塞斯纳208Grand Caravan EX型飞机在飞越阿拉斯加州的诺顿湾期间失联并坠毁。机上10人全部罹难。
- 2月17日，達美航空一架由PAL運營的AC2259客機，在多倫多皮爾森機場降落時因起落架故障，導致客機翻側並起火。機上80人一共19人受傷，當中3人危殆，無人罹難。
- 6月12日，印度航空171号班机空难：由印度古吉拉特邦艾哈迈达巴德机场飞往英国伦敦盖特威克机场的印度航空AI171航班（使用一架波音787），在起飞后不久坠机，撞入当地一民房并解体起火，机上有242人。截止6月13日，现有消息指仅有一名40岁的英国籍乘客生还。地面亦有多人受伤或遇难。[64][65]

## 外部連結
- "Air disasters timeline（页面存档备份，存于）" BBC